# فیدو سلوشنز
فیدو سلوشنز (انگلیسی: Fido Solutions) شرکت مخابرات کانادایی است، که در سال ۱۹۹۶ تأسیس شد.